# Isshikia
Isshikia là một chi bọ cánh cứng trong họ Chrysomelidae.
Chi này được miêu tả khoa học năm 1961 bởi Chûjô.

## Các loài
Các loài trong chi này gồm:
- Isshikia asahinai (Chujo, 1962)
- Isshikia isshikii (Chujo, 1961)